# Ma’arr Tasin
Ma’arr Tasin (arab. معر تصين) – wieś w Syrii, w muhafazie Idlib. W 2004 roku liczyła 447 mieszkańców.